# 山王村 (富山県)
山王村（さんのうむら）は、かつて富山県西礪波郡にあった村。現在の高岡市福岡町の東南部の山王地区にあたる。

## 沿革
- 1889年（明治22年）4月1日 - 町村制の施行により、礪波郡江尻村、小伊勢領（こいせりょう）村、小矢岡新村、矢部（やべ）村、一歩二歩（いちぶにぶ）村、下老子（しもおいご）村、西川原島村、蓑島（みのじま）村及び上蓑（かみみの）村の区域をもって、礪波郡山王村が発足する。
- 1896年（明治29年）3月29日 - 郡制の施行のため、礪波郡が分割して、西礪波郡が発足により、西礪波郡に所属となる。
- 1940年（昭和15年）2月11日 - 西礪波郡福岡町、大滝村及び山王村が合併して、西礪波郡福岡町が発足する。
- 2005年（平成17年）11月1日 - 高岡市及び西礪波郡福岡町が合併して、高岡市が発足する。

## 経済

### 農業
『大日本篤農家名鑑』によれば、山王村の篤農家は、「矢後石太郎、畠山五右衛門、茂古沼壽、畠山豊作、中川次郎作」などである。